# Família Gentúnio
Gentúnio (em latim: Gentunius) ou Guntuni (em grego: Γυντουνίη; romaniz.: Guntouníē; em armênio/arménio: Գնթունի; romaniz.: Gnt'uni) foi uma família principesca armênia (nacarar). Alegavam possuir origem cananeia e detiveram ancestralmente o ofício de mestre do guarda-roupa do Reino da Armênia. No reinado do rei Tiridates II (r. 217–252), adquiriram Niga, no vale de Cazal, no Airarate. A Lista Militar (Զորնամակ, Zōrnamak), o documento que indica a quantidade de cavaleiros que cada uma das famílias nobres devia ceder ao exército real em caso de convocação, afirma que podiam arregimentar 300 cavaleiros. Continuaram a aparecer esporadicamente nas fontes até o século X, quando são citados como senhores de Sanxevilde como vassalos dos reis bagrátidas.

## Membros conhecidos
- Zerres — século III a.C.[4]
- Rodomitres — século III[5]
- Samo — final do século IV e começo do V[6][7]
- Tazates — século V;[5]
- Vargoxe — século V;[8]
- Vasaces — século IX-X;[9]
- Asócio — século IX-X;[9]